# 40 M. 10,5 cm-es tarack
A 40 M. 10,5 cm-es tarack egy magyar gyártmányú könnyű vontatott tábori tarack volt, melyet a második világháború alatt használt a Magyar Királyi Honvédség.

## Leírás
Az 1940 M. 10,5 centiméteres könnyű tarack csőszájfékkel, jobbra nyíló laposékű zárral, ismétlő elsütőszerkezettel és korai, valamint véletlen elsülés elleni biztosító-berendezéssel, lövegpajzzsal és szekrényes elrendezésű lövegtalppal volt ellátva. A hátra helyezett csőcsapokkal ellátott bölcsőben helyezték el a folyadékféket és a folyadékos léghelyretolót. A hátrasiklás hossza a cső emelkedésével csökken, süllyesztésével nő. A független irányvonalú és független irányzékú löveg a 10,5 centiméteres német gyártású leFH 18 löveg (magyar hadrendben 37 M. 10,5 cm-es tarack) lőszerét minden változtatás nélkül lőhette. A körülbelül 510 m/s lövedék-kezdősebesség eléréséhez szükség volt egy póttöltet rendszeresítésére, mert a Honvéd Vezérkar előírta, hogy az 1940 M. tarack csövét és bölcsőjét az 1914/A M. lövegtalpra is át lehessen telepíteni, ezért a csövet lényegesen rövidebbre kellett tervezni a 37 M. csövénél. Utóbbinál a legnagyobb (6-os) töltettel a kezdősebesség 471 m/s, az 1940 M-nél csak 445 m/s. A 7-es póttöltettel elérte az 510 m/s-ot. A lövegnek súlycsökkentés céljából külön rúgózása nincs, vékony rugalmas tengellyel volt ellátva. Kerekei tömör gumiabroncsos kerekek. Fogatolt (6 ló) és gépvontatású változata is volt. Az 1940 M. 10,5 centiméteres könnyű tábori tarack legyártott mennyiségére megbízható adatok nincsenek.
Járműbe épített változatát a magyar gyártmányú 40/43M Zrínyi II rohamlöveghez használták.